# الدوارة (الخليل)
الدوارة هي قرية فلسطينية من قرى محافظة الخليل في الضفة الغربية وتبعد عنها 4 كم. وتتبع إدارياً بلدية سعير. وتشترك مع قرية بيت عينون في عيادة صحية أولية تتبع وزارة الصحة الفلسطينية.

## التاريخ

### العهد العثماني
تبعت القرية إلى الإمبراطورية العثمانية في عام 1517 مع كل فلسطين، وكانت تتبع ولاية شرق بيروت.

### الانتداب البريطاني
في عام 1917، سقطت الدوارة بيد الجيش البريطاني، ودخلت القرية مع باقي فلسطين مظلة الانتداب البريطاني على فلسطين عام 1920 حتى وقوع النكبة.

#### الحكم الأردني
بعد النكبة الفلسطينية عام 1948، وبعد اتفاقيات الهدنة عام 1949، أصبحت الدوارة تحت الحكم الأردني.

### النكسة
وقعت الدوارة في يد الاحتلال بعد حرب النكسة.

### السلطة الفلسطينية
بعد تأسيس السلطة الفلسطينية، أتبعت القرية إدارياً لمحافظة الخليل.
في 21 مارس 2005، قرر رئيس الوزراء الفلسطيني أحمد قريع إلغاء مجلس قروي الدوارة وضم القرية إلى مجلس بلدي سعير.

## السكان
وفقًا للجهاز المركزي للإحصاء الفلسطيني، بلغ عدد سكان القرية منتصف عام 2006 حوالي 1,685 نسمة، ازداد إلى 2,281 نسمة في التعداد العام للسكان والمساكن والمنشآت عام 2017.